# Campeonato Asiático de Atletismo em Pista Coberta de 2023 - Resultados
Estes são os resultados do Campeonato Asiático de Atletismo em Pista Coberta de 2023 que ocorreram de 10 a 12 de fevereiro de 2023 em Astana, no Cazaquistão. Essa é a primeira vez que a cidade sedia o evento.

## Resultado masculino

### 60 m
| Posição | Bateria | Atleta                   | Nacionalidade  | Tempo | Notas |
| ------- | ------- | ------------------------ | -------------- | ----- | ----- |
| 1       | 2       | Imranur Rahman           | Bangladesh     | 6.70  | Q, =  |
| 2       | 2       | Shi Yuhao                | China          | 6.71  | Q     |
| 2       | 3       | Ryota Suzuki             | Japão          | 6.71  | Q     |
| 4       | 2       | Shak Kam Ching           | Hong Kong      | 6.74  | Q     |
| 5       | 1       | Femi Seun Ogunode        | Catar          | 6.75  | Q     |
| 5       | 3       | Lee Hong Kit             | Hong Kong      | 6.75  | Q     |
| 5       | 4       | Kim Kuk-young            | Coreia do Sul  | 6.75  | Q     |
| 8       | 3       | Ali Anwar Ali Al-Balushi | Omã            | 6.77  | Q     |
| 9       | 1       | Shajar Abbas             | Paquistão      | 6.78  | Q,    |
| 10      | 4       | Elakkiya Dasan           | Índia          | 6.80  | Q     |
| 11      | 1       | Favoris Muzrapov         | Tajiquistão    | 6.81  | Q     |
| 12      | 3       | Meshaal Al-Mutairi       | Kuwait         | 6.83  | q     |
| 13      | 3       | Amlan Borgohain          | Índia          | 6.84  | q     |
| 14      | 1       | Huang Yi                 | China          | 6.86  | q     |
| 15      | 2       | Vitaliy Zems             | Cazaquistão    | 6.90  | q     |
| 16      | 3       | Alisher Sadulayev        | Turquemenistão | 6.93  |       |
| 17      | 4       | Noureddine Hadid         | Líbano         | 6.94  | Q     |
| 18      | 4       | Mirhaydar Saparov        | Turquemenistão | 7.02  |       |
| 19      | 1       | Vong Ka In               | Macau          | 7.08  |       |
| 20      | 1       | Sha Mahmood Noor Zahi    | Afeganistão    | 7.10  |       |
| 21      | 3       | Danil Popov              | Cazaquistão    | 7.11  |       |
| 22      | 4       | Sorsy Phomphakdi         | Laos           | 7.12  |       |
| 23      | 2       | Lam Cho Kei              | Macau          | 7.14  |       |
| 99      | 2       | Ildar Ahmadiev           | Tajiquistão    | DNS   |       |
| 99      | 4       | Andrey Lavrushenko       | Cazaquistão    | DSQ   |       |
| 99      | 4       | Eric Shauwn Cray         | Filipinas      | DNS   |       |

| Posição | Bateria | Atleta                   | Nacionalidade | Tempo | Notas |
| ------- | ------- | ------------------------ | ------------- | ----- | ----- |
| 1       | 1       | Imranur Rahman           | Bangladesh    | 6.61  | Q,    |
| 2       | 1       | Femi Seun Ogunode        | Catar         | 6.61  | Q     |
| 3       | 2       | Ryota Suzuki             | Japão         | 6.68  | Q     |
| 4       | 1       | Shi Yuhao                | China         | 6.69  | Q     |
| 5       | 1       | Shak Kam Ching           | Hong Kong     | 6.70  | Q     |
| 5       | 2       | Ali Anwar Ali Al-Balushi | Omã           | 6.70  | Q     |
| 7       | 2       | Lee Hong Kit             | Hong Kong     | 6.72  | Q     |
| 8       | 2       | Shajar Abbas             | Paquistão     | 6.75  | Q,    |
| 9       | 1       | Elakkiya Dasan           | Índia         | 6.77  |       |
| 10      | 2       | Huang Yi                 | China         | 6.79  |       |
| 11      | 2       | Amlan Borgohain          | Índia         | 6.85  |       |
| 12      | 2       | Favoris Muzrapov         | Tajiquistão   | 6.85  |       |
| 13      | 1       | Vitaliy Zems             | Cazaquistão   | 6.90  |       |
| 14      | 1       | Noureddine Hadid         | Líbano        | 6.98  |       |
| 99      | 2       | Kim Kuk-young            | Coreia do Sul | DSQ   |       |
| 99      | 1       | Meshaal Al-Mutairi       | Kuwait        | DNS   |       |

| Posição           | Raia | Atleta                   | Nacionalidade | Tempo | Notas            |
| ----------------- | ---- | ------------------------ | ------------- | ----- | ---------------- |
| Medalha de ouro   | 3    | Imranur Rahman           | Bangladesh    | 6.59  | Recorde nacional |
| Medalha de prata  | 2    | Shak Kam Ching           | Hong Kong     | 6.65  | Recorde nacional |
| Medalha de bronze | 5    | Ryota Suzuki             | Japão         | 6.66  | Recorde pessoal  |
| 4                 | 4    | Femi Seun Ogunode        | Catar         | 6.67  |                  |
| 5                 | 6    | Ali Anwar Ali Al-Balushi | Omã           | 6.69  |                  |
| 6                 | 7    | Shi Yuhao                | China         | 6.70  |                  |
| 7                 | 1    | Shajar Abbas             | Paquistão     | 6.71  | Recorde nacional |
| 8                 | 8    | Lee Hong Kit             | Hong Kong     | 6.77  |                  |

### 400 m
| Posição | Bateria | Atleta                | Nacionalidade | Tempo | Notas   |
| ------- | ------- | --------------------- | ------------- | ----- | ------- |
| 1       | 3       | Mikhail Litvin        | Cazaquistão   | 47.15 | Q       |
| 2       | 2       | Ammar Ismail Ibrahim  | Catar         | 47.61 | Q       |
| 3       | 2       | Yasir Ali Al-Saadi    | Iraque        | 47.72 | Q       |
| 4       | 3       | Fan Tianrui           | China         | 48.13 | Q       |
| 5       | 1       | Gu Xiaofei            | China         | 49.09 | Q       |
| 6       | 1       | Elnor Mukhitdinov     | Cazaquistão   | 49.09 | Q       |
| 7       | 2       | Vyacheslav Zems       | Cazaquistão   | 49.39 | Q       |
| 8       | 1       | Mohamad Merhe Mortada | Líbano        | 49.59 | Q       |
| 9       | 1       | Uzair Rehman          | Paquistão     | 49.79 | q       |
| 10      | 3       | Mohammd Al-Atiah      | Kuwait        | 49.84 | Q       |
| 11      | 2       | Leonid Pronzhenko     | Tajiquistão   | 52.73 | q       |
| 12      | 3       | Aleksandr Pronzhenko  | Tajiquistão   | 53.17 | q       |
| 99      | 2       | Sadykzhan Shakhzatbek | Quirguistão   | DQ    | R17.4.3 |
| 99      | 3       | Eric Shauwn Cray      | Filipinas     | DNF   |         |

| Posição | Bateria | Atleta                | Nacionalidade | Tempo | Notas |
| ------- | ------- | --------------------- | ------------- | ----- | ----- |
| 1       | 2       | Ammar Ismail Ibrahim  | Catar         | 46.70 | Q     |
| 2       | 1       | Mikhail Litvin        | Cazaquistão   | 46.97 | Q     |
| 3       | 1       | Yasir Ali Al-Saadi    | Iraque        | 47.18 | Q     |
| 4       | 2       | Vyacheslav Zems       | Cazaquistão   | 47.32 | Q     |
| 5       | 1       | Fan Tianrui           | China         | 47.69 | Q     |
| 6       | 2       | Gu Xiaofei            | China         | 48.32 | Q     |
| 7       | 2       | Elnor Mukhitdinov     | Cazaquistão   | 48.39 |       |
| 8       | 1       | Mohamad Merhe Mortada | Líbano        | 48.95 |       |
| 9       | 2       | Uzair Rehman          | Paquistão     | 49.22 |       |
| 10      | 1       | Mohammd Al-Atiah      | Kuwait        | 49.37 |       |
| 11      | 2       | Leonid Pronzhenko     | Tajiquistão   | 52.84 |       |
| 12      | 1       | Aleksandr Pronzhenko  | Tajiquistão   | 52.96 |       |

| Posição           | Raia | Atleta               | Nacionalidade | Tempo | Notas                |
| ----------------- | ---- | -------------------- | ------------- | ----- | -------------------- |
| Medalha de ouro   | 6    | Ammar Ismail Ibrahim | Catar         | 46.25 | Recorde pessoal      |
| Medalha de prata  | 5    | Mikhail Litvin       | Cazaquistão   | 46.39 | Recorde da temporada |
| Medalha de bronze | 2    | Fan Tianrui          | China         | 47.30 |                      |
| 4                 | 4    | Yasir Ali Al-Saadi   | Iraque        | 47.77 |                      |
| 5                 | 1    | Gu Xiaofei           | China         | 48.60 |                      |
| 6                 | 6    | Vyacheslav Zems      | Cazaquistão   | 48.85 |                      |

### 800 m
| Posição | Bateria | Atleta                  | Nacionalidade  | Tempo   | Notas |
| ------- | ------- | ----------------------- | -------------- | ------- | ----- |
| 1       | 1       | Ebrahim Al-Zofairi      | Kuwait         | 1:51.18 | Q     |
| 2       | 1       | Abdirahman Saeed Hassan | Catar          | 1:51.21 | Q     |
| 3       | 1       | Kentaro Usuda           | Japão          | 1:51.35 | q     |
| 4       | 1       | Sami Masoud Al-Yami     | Arábia Saudita | 1:51.40 | q     |
| 5       | 2       | Musaab Abdelrahman Bala | Catar          | 1:52.76 | Q     |
| 6       | 2       | Mikuto Kaneko           | Japão          | 1:52.88 | Q     |
| 7       | 2       | Li Jun-lin              | China          | 1:52.97 |       |
| 8       | 2       | Abdulyaziz Abdukayumov  | Cazaquistão    | 1:53.67 |       |
| 9       | 1       | Sergey Sukhov           | Cazaquistão    | 1:54.08 |       |
| 10      | 2       | Duman Gabdygaliyev      | Cazaquistão    | 1:56.05 |       |
| 11      | 2       | Sulaiman Zhusup         | Quirguistão    | 1:57.17 |       |
| 12      | 1       | Mukumbek Maisal         | Quirguistão    | 1:59.73 |       |
| 13      | 2       | Muhammadrizo Mirzozoda  | Tajiquistão    | 2:03.26 |       |

| Posição           | Atleta                  | Nacionalidade  | Tempo   | Notas           |
| ----------------- | ----------------------- | -------------- | ------- | --------------- |
| Medalha de ouro   | Ebrahim Al-Zofairi      | Kuwait         | 1:49.33 | Recorde pessoal |
| Medalha de prata  | Abdirahman Saeed Hassan | Catar          | 1:49.58 |                 |
| Medalha de bronze | Musaab Abdelrahman Bala | Catar          | 1:49.68 |                 |
| 4                 | Sami Masoud Al-Yami     | Arábia Saudita | 1:50.66 |                 |
| 5                 | Mikuto Kaneko           | Japão          | 1:51.04 |                 |
| 6                 | Kentaro Usuda           | Japão          | 1:52.06 |                 |

### 1500 m
11 de fevereiro
| Posição           | Atleta                        | Nacionalidade  | Tempo   | Notas                |
| ----------------- | ----------------------------- | -------------- | ------- | -------------------- |
| Medalha de ouro   | Kazuto Iizawa                 | Japão          | 3:42.83 | Recorde da temporada |
| Medalha de prata  | Mohamad Al-Garni              | Catar          | 3:43.39 |                      |
| Medalha de bronze | Musaab Adam Ali               | Catar          | 3:43.42 |                      |
| 4                 | Nanami Arai                   | Japão          | 3:44.79 |                      |
| 5                 | Maxim Frolovskiy              | Cazaquistão    | 3:50.11 |                      |
| 6                 | Rakhimzhan Kelmanov           | Cazaquistão    | 3:50.63 |                      |
| 7                 | Musulman Dzholomanov          | Quirguistão    | 3:51.78 |                      |
| 8                 | Mohammed Abdullah Mahal Mahal | Iraque         | 3:54.79 |                      |
| 9                 | Lương Đức Phước               | Vietname       | 3:55.21 |                      |
| 10                | Vadim Levchenkov              | Cazaquistão    | 3:59.90 |                      |
| 99                | Fayez Abdullah Al-Subaie      | Arábia Saudita | DSQ     | R17.4.3              |
| 99                | Jalil Naseri                  | Irão           | DSQ     |                      |

### 3000 m
12 de fevereiro
| Posição           | Atleta                        | Nacionalidade  | Tempo   | Notas |
| ----------------- | ----------------------------- | -------------- | ------- | ----- |
| Medalha de ouro   | Mohamad Al-Garni              | Catar          | 7:55.25 |       |
| Medalha de prata  | Keita Sato                    | Japão          | 7:56.41 |       |
| Medalha de bronze | Shadrack Kimutai Koech        | Cazaquistão    | 7:59.84 |       |
| 4                 | Yuta Bando                    | Japão          | 8:00.15 |       |
| 5                 | Wang Fudong                   | China          | 8:20.66 |       |
| 6                 | Nguyễn Trung Cường            | Vietname       | 8:20.81 |       |
| 7                 | Alexey Gussarov               | Cazaquistão    | 8:22.52 |       |
| 8                 | Jalil Naseri                  | Irão           | 8:22.72 |       |
| 9                 | Fayez Abdullah Al-Subaie      | Arábia Saudita | 8:23.66 |       |
| 10                | Musulman Dzholomanov          | Quirguistão    | 8:26.95 |       |
| 11                | Maxim Frolovskiy              | Cazaquistão    | 8:29.85 |       |
| 12                | Husain Kamal                  | Kuwait         | 8:33.16 |       |
| 13                | Abdulrahman Abdulrahman       | Kuwait         | 8:35.43 |       |
| 14                | Mohammed Abdullah Mahal Mahal | Iraque         | 8:45.04 |       |
| 99                | Musaab Adam Ali               | Catar          | DNS     |       |

### 60 m com barreiras
| Posição | Bateria | Atleta                        | Nacionalidade | Tempo | Notas |
| ------- | ------- | ----------------------------- | ------------- | ----- | ----- |
| 1       | 3       | David Yefremov                | Cazaquistão   | 7.66  | Q     |
| 2       | 2       | Yaqoub Al-Youha               | Kuwait        | 7.71  | Q     |
| 3       | 2       | Shuhei Ishikawa               | Japão         | 7.71  | Q     |
| 4       | 3       | Chen Kuei-ru                  | Taipé Chinesa | 7.74  | Q     |
| 5       | 2       | Kim Gyeong-tae                | Coreia do Sul | 7.79  | q     |
| 6       | 1       | Cheung Wang Fung              | Hong Kong     | 7.83  | Q,    |
| 7       | 3       | Wong Lok Hei Addis            | Hong Kong     | 7.90  | q     |
| 8       | 1       | Ang Chen Xiang                | Singapura     | 7.94  | Q     |
| 9       | 1       | Tejas Shirse                  | Índia         | 7.94  |       |
| 10      | 1       | John Cabang                   | Filipinas     | 7.96  |       |
| 11      | 2       | Yevgeniy Prokudin             | Cazaquistão   | 7.97  |       |
| 12      | 2       | Saeed Othman Al-Absi          | Catar         | 8.04  |       |
| 13      | 1       | Danila Korr                   | Cazaquistão   | 8.12  |       |
| 13      | 3       | Ergash Normurodov             | Uzbequistão   | 8.12  |       |
| 98      | 2       | Mohammed Sad Nadhim Al-Khfaji | Iraque        | DNF   |       |
| 98      | 3       | Masoud Kamran                 | Irão          | DSQ   |       |
| 98      | 3       | Natthaphon Dansungnoen        | Tailândia     | DSQ   |       |
| 99      | 1       | Shusei Nomoto                 | Japão         | DNS   |       |

| Posição           | Raia | Atleta             | Nacionalidade | Tempo | Notas                |
| ----------------- | ---- | ------------------ | ------------- | ----- | -------------------- |
| Medalha de ouro   | 4    | David Yefremov     | Cazaquistão   | 7.65  |                      |
| Medalha de prata  | 7    | Chen Kuei-ru       | Taipé Chinesa | 7.68  | Recorde da temporada |
| Medalha de bronze | 6    | Shuhei Ishikawa    | Japão         | 7.70  |                      |
| 4                 | 5    | Yaqoub Al-Youha    | Kuwait        | 7.70  |                      |
| 5                 | 2    | Kim Gyeong-tae     | Coreia do Sul | 7.73  |                      |
| 6                 | 3    | Cheung Wang Fung   | Hong Kong     | 7.84  |                      |
| 7                 | 8    | Ang Chen Xiang     | Singapura     | 7.94  |                      |
| 8                 | 1    | Wong Lok Hei Addis | Hong Kong     | 7.96  |                      |

### Revezamento 4x400 m
12 de fevereiro
| Posição           | Nacionalidade | Atletas                                                                             | Tempo   | Notas            |
| ----------------- | ------------- | ----------------------------------------------------------------------------------- | ------- | ---------------- |
| Medalha de ouro   | Cazaquistão   | Andrey Sokolov, Elnur Mukhitdinov, Vyacheslav Zems, Mikhail Litvin                  | 3:09.15 | Recorde nacional |
| Medalha de prata  | Catar         | Hussain Ibrahim, Ismail Dawood, Femi Seun Ogunode, Ammar Ismail Ibrahim             | 3:09.26 |                  |
| Medalha de bronze | Tajiquistão   | Leonid Pronzhenko, Mirsaid Mirzozoda, Mukhammadrizo Mirzozoda, Aleksandr Pronzhenko | 3:34.45 | Recorde nacional |

### Salto em altura
Qualificação – 11 de fevereiro
Marca qualificatória: 2.19 m
| Posição | Atleta                       | Nacionalidade | 1.90 | 2.00 | 2.05 | 2.10 | 2.14 | Resultado | Notas |
| ------- | ---------------------------- | ------------- | ---- | ---- | ---- | ---- | ---- | --------- | ----- |
| 1       | Yuto Seko                    | Japão         | –    | –    | –    | –    | o    | 2.14      | q     |
| 1       | Sarvesh Anil Kushare         | Índia         |      |      | o    | o    | o    | 2.14      | q     |
| 1       | Fatak Bait Jaboob            | Omã           |      |      | o    | o    | o    | 2.14      | q     |
| 1       | Woo Sang-hyeok               | Coreia do Sul | –    | –    | –    | –    | o    | 2.14      | q     |
| 1       | Sharoz Khan                  | Paquistão     |      |      | o    | o    | o    | 2.14      | q     |
| 1       | Majd Eddin Ghazal            | Síria         | –    | –    | –    | o    | o    | 2.14      | q     |
| 7       | Ryoichi Akamatsu             | Japão         | –    | –    | –    | –    | xo   | 2.14      | q     |
| 7       | Leonard Grospe               | Filipinas     |      |      | o    | o    | xo   | 2.14      | q,    |
| 9       | Wang Zhen (atleta) Wang Zhen | China         |      |      | xo   | o    | xxo  | 2.14      | q     |
| 10      | Igor Kosolapov               | Cazaquistão   |      |      | o    | o    | xxx  | 2.10      |       |
| 11      | Wu Guobiao                   | China         |      |      | o    | xo   | xxx  | 2.10      |       |
| 12      | Michael John Kennelly        | Hong Kong     |      | o    | o    | xxx  |      | 2.05      |       |
| 13      | Hussein Falah Al-Ibraheemi   | Iraque        |      |      | xo   | xxx  |      | 2.05      |       |
| 14      | Muhammad Imran               | Paquistão     |      |      | xxo  | xxx  |      | 2.05      |       |
| 15      | Akylzhan Toktagalin          | Cazaquistão   | o    | xo   | xxo  | xxx  |      | 2.05      |       |
| 16      | Aleksandr Timoshkin          | Cazaquistão   |      |      | xxx  |      |      | 2.00      |       |
| 17      | Aromal Thulaseedharan Pillai | Índia         |      | xo   | xxx  |      |      | 2.00      |       |
| 17      | Hashem Al-Ali                | Kuwait        |      | xo   | xxx  |      |      | 2.00      |       |

Final – 12 de fevereiro
| Posição           | Atleta                       | Nacionalidade | 2.10 | 2.15 | 2.20 | 2.24 | 2.28 | 2.30 | Resultado | Notas                |
| ----------------- | ---------------------------- | ------------- | ---- | ---- | ---- | ---- | ---- | ---- | --------- | -------------------- |
| Medalha de ouro   | Ryoichi Akamatsu             | Japão         | –    | o    | o    | o    | xo   | xxx  | 2.28      | Recorde pessoal      |
| Medalha de prata  | Woo Sang-hyeok               | Coreia do Sul | –    | o    | o    | o    | x–   | xx   | 2.24      | Recorde da temporada |
| Medalha de bronze | Majd Eddin Ghazal            | Síria         | o    | o    | o    | xxo  | xxx  |      | 2.24      | Recorde da temporada |
| 4                 | Yuto Seko                    | Japão         | –    | xo   | xxo  | xxo  | xxx  |      | 2.24      |                      |
| 5                 | Fatak Bait Jaboob            | Omã           | o    | o    | xo   | xxx  |      |      | 2.20      |                      |
| 6                 | Sarvesh Anil Kushare         | Índia         | o    | o    | xxo  | xxx  |      |      | 2.20      |                      |
| 7                 | Leonard Grospe               | Filipinas     | xo   | xxo  | xxx  |      |      |      | 2.15      | Recorde nacional     |
| 8                 | Sharoz Khan                  | Paquistão     | o    | xxx  |      |      |      |      | 2.10      |                      |
| 9                 | Wang Zhen (atleta) Wang Zhen | China         | xxx  |      |      |      |      |      | NM        |                      |

### Salto com vara
12 de fevereiro
| Posição           | Atleta                       | Nacionalidade  | 4.60 | 4.80 | 5.00 | 5.15 | 5.25 | 5.30 | 5.35 | 5.40 | 5.45 | 5.61 | Resultado | Notas            |
| ----------------- | ---------------------------- | -------------- | ---- | ---- | ---- | ---- | ---- | ---- | ---- | ---- | ---- | ---- | --------- | ---------------- |
| Medalha de ouro   | Hussain Asim Al-Hizam        | Arábia Saudita | –    | –    | –    | –    | xxo  | –    | xxo  | o    | xxo  | xxx  | 5.45      |                  |
| Medalha de prata  | Seifeldin Mohamed Abdelsalam | Catar          | –    | o    | o    | xo   | xo   | o    | xo   | xxx  |      |      | 5.35      | Recorde nacional |
| Medalha de bronze | Patsapong Amsam-ang          | Tailândia      | –    | –    | o    | –    | xo   | –    | xxo  | –    | xxx  |      | 5.35      | Recorde nacional |
| 4                 | Ivan Tovchenik               | Cazaquistão    | –    | –    | o    | o    | o    | xx–  | x    |      |      |      | 5.25      |                  |
| 5                 | Siva Subaramani              | Índia          | –    | xo   | o    | xo   | xxx  |      |      |      |      |      | 5.15      |                  |
| 6                 | Arshia Mossddeghi            | Irão           | –    | o    | o    | xxx  |      |      |      |      |      |      | 5.00      |                  |
| 7                 | Danil Polyanskiy             | Cazaquistão    | o    | o    | xxx  |      |      |      |      |      |      |      | 4.80      |                  |
| 8                 | Jaffar Ashraf                | Paquistão      | –    | xo   | xxx  |      |      |      |      |      |      |      | 4.80      |                  |
| 9                 | Vladislav Garbuznyak         | Cazaquistão    | xo   | xo   | xxx  |      |      |      |      |      |      |      | 4.80      |                  |
| 10                | Low Jun Yu                   | Singapura      | xo   | xxx  |      |      |      |      |      |      |      |      | 4.60      |                  |
| 99                | Parshant Singh Kanhiya       | Índia          | –    | xxx  |      |      |      |      |      |      |      |      | NM        |                  |
| 99                | Koh Wei Shien                | Singapura      | xxx  |      |      |      |      |      |      |      |      |      | NM        |                  |
| 99                | Ali Al-Sabaghah              | Kuwait         | xxx  |      |      |      |      |      |      |      |      |      | NM        |                  |

### Salto em distância
Qualificação – 10 de fevereiro
Marca de qualificação: 7.95 m
| Posição | Atleta                  | Nacionalidade  | #1   | #2   | #3   | Resultado | Notas |
| ------- | ----------------------- | -------------- | ---- | ---- | ---- | --------- | ----- |
| 1       | Jeswin Aldrin           | Índia          | 7.36 | 7.69 | 7.93 | 7.93      | q,    |
| 2       | Lin Yu-tang             | Taipé Chinesa  | 7.79 | 7.80 |      | 7.80      | q     |
| 3       | Natsuki Yamakawa        | Japão          | 7.70 | 7.51 |      | 7.70      | q     |
| 4       | Zhang Mingkun           | China          | 7.59 |      |      | 7.66      | q     |
| 4       | Wen Hua-yu              | Taipé Chinesa  | x    | 7.66 |      | 7.66      | q     |
| 6       | Anvar Anvarov           | Uzbequistão    | 7.65 | 7.62 |      | 7.65      | q     |
| 6       | Ko Ho Long              | Hong Kong      | 7.65 | 7.56 | x    | 7.65      | q     |
| 8       | Chang Ming Tai          | Hong Kong      | 7.59 | x    | 7.64 | 7.64      | q     |
| 9       | Muhammed Anees Yahiya   | Índia          | 7.45 | 6.56 | 7.48 | 7.48      |       |
| 10      | Janry Ubas              | Filipinas      | 7.35 | 7.17 | 7.42 | 7.42      |       |
| 11      | Bagrat Gasanbekov       | Turquemenistão | 7.36 | 7.31 |      | 7.36      |       |
| 12      | Timur Isakov            | Quirguistão    | 7.04 | 7.20 | 7.23 | 7.23      |       |
| 13      | Sergey Stepankovskiy    | Cazaquistão    | 7.17 | 7.09 | x    | 7.17      |       |
| 14      | Ildar Ahmadiev          | Tajiquistão    | x    | 6.27 | 7.13 | 7.13      |       |
| 15      | Hamoud Ali Olwani       | Arábia Saudita |      | 7.04 |      | 7.04      |       |
| 16      | Abdullah Al-Mershed     | Kuwait         | 5.07 | 6.71 | 6.88 | 6.88      |       |
| 17      | Zelimkhan Nassyrov      | Cazaquistão    | x    | x    | 5.17 | 5.17      |       |
| 99      | Mohammad Amin Al-Salami | Síria          |      |      |      | DNS       |       |

Final – 12 de fevereiro
| Posição           | Atleta           | Nacionalidade | #1   | #2   | #3   | #4   | #5   | #6   | Resultado | Notas            |
| ----------------- | ---------------- | ------------- | ---- | ---- | ---- | ---- | ---- | ---- | --------- | ---------------- |
| Medalha de ouro   | Lin Yu-tang      | Taipé Chinesa | 7.69 | x    | 8.02 | 7.94 | 7.85 | x    | 8.02      | Recorde nacional |
| Medalha de prata  | Jeswin Aldrin    | Índia         | x    | 7.97 | x    | x    | x    | 7.82 | 7.97      | Recorde nacional |
| Medalha de bronze | Zhang Mingkun    | China         | 7.92 | 7.89 | 7.74 | x    | x    | x    | 7.92      | Recorde pessoal  |
| 4                 | Wen Hua-yu       | Taipé Chinesa | 7.65 | x    | 7.71 | 7.82 | x    | x    | 7.82      |                  |
| 5                 | Natsuki Yamakawa | Japão         | 7.50 | 7.71 | 7.48 | x    | 7.68 | 7.76 | 7.76      |                  |
| 6                 | Chang Ming Tai   | Hong Kong     | 7.42 | x    | 7.50 | 7.71 | x    | 7.76 | 7.76      |                  |
| 7                 | Anvar Anvarov    | Uzbequistão   | 7.53 | 7.57 | 7.57 | 7.57 | 7.66 | 7.65 | 7.66      |                  |
| 8                 | Ko Ho Long       | Hong Kong     | 7.66 | x    | 7.43 | x    | x    | 7.53 | 7.66      |                  |

### Salto triplo
10 de fevereiro
| Posição           | Atleta             | Nacionalidade | #1    | #2    | #3    | #4    | #5    | #6    | Resultado | Notas            |
| ----------------- | ------------------ | ------------- | ----- | ----- | ----- | ----- | ----- | ----- | --------- | ---------------- |
| Medalha de ouro   | Fang Yaoqing       | China         | x     | 17.20 | 16.83 | –     | –     | –     | 17.20     | ,                |
| Medalha de prata  | Praveen Chithravel | Índia         | 16.04 | 16.98 | 16.94 | 16.97 | 16.82 | 16.70 | 16.98     | Recorde nacional |
| Medalha de bronze | Yu Kyu-min         | Coreia do Sul | 16.23 | 16.73 | x     | x     | 16.37 | x     | 16.73     | Recorde pessoal  |
| 4                 | Su Wen             | China         | 16.35 | x     | 16.47 | 16.66 | 16.65 | 16.68 | 16.68     |                  |
| 5                 | Kim Jang-woo       | Coreia do Sul | 16.25 | 16.20 | 16.39 | 16.39 | 16.36 | x     | 16.39     |                  |
| 6                 | Li Yun-chen        | Taipé Chinesa | 16.28 | 15.99 | 15.55 | 15.89 | x     | 16.23 | 16.28     |                  |
| 7                 | Ivan Denisov       | Uzbequistão   | 16.09 | 16.10 | x     | x     | x     | x     | 16.10     |                  |
| 8                 | Hamidreza Kia      | Irão          | 15.69 | x     | 15.92 | 15.75 | x     | 15.91 | 15.92     |                  |
| 9                 | Ruki Ito           | Japão         | 15.91 | 15.57 | 15.71 |       |       |       | 15.91     |                  |
| 10                | Mark Harry Diones  | Filipinas     | 15.54 | 15.73 | 15.77 |       |       |       | 15.77     |                  |
| 11                | Yevgeniy Kissilev  | Cazaquistão   | 15.73 | 15.72 | x     |       |       |       | 15.73     |                  |
| 12                | Arun A.B.          | Índia         | x     | x     | 14.12 |       |       |       | 14.12     |                  |
| 99                | Khaled Al-Subaie   | Kuwait        | x     | x     | –     |       |       |       | NM        |                  |
| 99                | Petr Medvedev      | Cazaquistão   | x     | x     | x     |       |       |       | NM        |                  |
| 99                | Roman Pak          | Cazaquistão   | x     | x     | x     |       |       |       | NM        |                  |

### Arremesso de peso
10 de fevereiro
| Posição           | Atleta                 | Nacionalidade | #1    | #2    | #3    | #4    | #5    | #6    | Resultado | Notas           |
| ----------------- | ---------------------- | ------------- | ----- | ----- | ----- | ----- | ----- | ----- | --------- | --------------- |
| Medalha de ouro   | Tajinderpal Singh Toor | Índia         | x     | 19.45 | 19.49 | 19.42 | 19.49 | x     | 19.49     | Recorde pessoal |
| Medalha de prata  | Karanveer Singh        | Índia         | 17.61 | 19.37 | 19.20 | 19.33 | 18.57 | x     | 19.37     | Recorde pessoal |
| Medalha de bronze | Chen Xiaodong          | China         | 17.73 | 18.85 | 18.82 | 18.52 | x     | 18.62 | 18.85     | Recorde pessoal |
| 4                 | Ivan Ivanov            | Cazaquistão   | x     | 18.10 | 17.78 | x     | 17.83 | x     | 18.10     |                 |
| 5                 | Ebrahim Al-Fadhli      | Kuwait        | 16.11 | 17.17 | x     | x     | x     | x     | 17.17     |                 |
| 6                 | Daniil Plotnikov       | Cazaquistão   | 14.28 | 14.12 | x     | 14.48 | 14.51 | 14.53 | 14.53     |                 |
| 7                 | Artur Gafner           | Cazaquistão   | x     | 14.06 | 13.85 | x     | x     | 14.44 | 14.44     |                 |

### Heptatlo
11 a 12 de fevereiro
| Posição           | Atleta                 | Nacionalidade  | 60m  | SD   | AP    | SA   | 60 m C/B | SV   | 1000 m  | Pontos | Notas            |
| ----------------- | ---------------------- | -------------- | ---- | ---- | ----- | ---- | -------- | ---- | ------- | ------ | ---------------- |
| Medalha de ouro   | Yuma Maruyama          | Japão          | 7.09 | 7.19 | 13.54 | 1.97 | 7.96     | 4.70 | 2:46.38 | 5801   | Recorde pessoal  |
| Medalha de prata  | Keisuke Okuda          | Japão          | 6.90 | 7.12 | 14.08 | 1.82 | 8.39     | 4.70 | 3:00.95 | 5497   | Recorde pessoal  |
| Medalha de bronze | Janry Ubas             | Filipinas      | 7.10 | 7.66 | 11.32 | 2.00 | 8.60     | 4.70 | 3:22.49 | 5306   | Recorde nacional |
| 4                 | Suttisak Singkhon      | Tailândia      | 7.21 | 6.86 | 12.88 | 1.91 | 8.60     | 4.20 | 3:03.35 | 5114   |                  |
| 5                 | Zakhiriddin Shokirov   | Uzbequistão    | 7.42 | 7.01 | 12.56 | 1.94 | 8.95     | 3.90 | 2:58.74 | 4968   |                  |
| 6                 | Saeed Abdullah Mobarak | Arábia Saudita | 7.38 | 6.54 | 10.75 | 1.79 | 8.56     | 4.10 | 2:46.17 | 4906   |                  |
| 7                 | Sergey Dementev        | Cazaquistão    | 7.50 | 6.63 | 11.64 | 2.00 | 8.83     | 3.90 | 3:02.94 | 4838   |                  |
| 8                 | Choe Dong-hwi          | Coreia do Sul  | 7.32 | 6.91 | 12.44 | 1.88 | 8.29     | NM   | DNF     | 3803   |                  |
| 9                 | Leonid Pronzhenko      | Tajiquistão    | 7.56 | 5.84 | 10.12 | NM   | 8.95     | NM   | 2:55.79 | 3202   |                  |

## Resultado feminino

### 60 m
| Posição | Bateria | Atleta                      | Nacionalidade  | Tempo | Notas            |
| ------- | ------- | --------------------------- | -------------- | ----- | ---------------- |
| 1       | 1       | Farzaneh Fasihi             | Irão           | 7.23  | Q                |
| 2       | 1       | Olga Safronova              | Cazaquistão    | 7.33  | Q                |
| 3       | 1       | Valentin Vanesa Lonteng     | Indonésia      | 7.36  | q,               |
| 4       | 2       | Hamideh Esmaeil Nezhad      | Irão           | 7.41  | Q                |
| 5       | 2       | Arisa Kimishima             | Japão          | 7.42  | Q                |
| 6       | 3       | Archana Suseentran          | Índia          | 7.42  | Q                |
| 7       | 1       | Mudhawi Al-Shammari         | Kuwait         | 7.42  | q                |
| 8       | 1       | Loi Im Lan                  | Macau          | 7.45  | Recorde nacional |
| 9       | 2       | Jyothi Yarraji              | Índia          | 7.47  |                  |
| 10      | 3       | Valentina Meredova          | Turquemenistão | 7.53  | Q                |
| 11      | 3       | Liu Guoyi                   | China          | 7.54  |                  |
| 12      | 2       | Huang Ziting                | China          | 7.56  |                  |
| 13      | 2       | Rima Kashafutdinova         | Cazaquistão    | 7.58  |                  |
| 14      | 3       | Aziza Sbaity                | Líbano         | 7.58  |                  |
| 15      | 3       | Mariyam Ru Ya Ali           | Maldivas       | 7.66  |                  |
| 16      | 3       | Arina Misheeva              | Cazaquistão    | 7.77  |                  |
| 17      | 2       | Ahnaa Nizaar                | Maldivas       | 7.89  |                  |
| 18      | 2       | Shirin Akter                | Bangladesh     | 7.93  |                  |
| 19      | 3       | Ruqaya Jameel Saad Al-Saeed | Iraque         | 7.95  |                  |
| 20      | 1       | Alsu Habibulina             | Turquemenistão | 8.05  |                  |
| 21      | 1       | Lujain Ibrahim Al-Humaid    | Arábia Saudita | 8.15  |                  |

| Posição           | Raia | Atleta                  | Nacionalidade  | Tempo | Notas |
| ----------------- | ---- | ----------------------- | -------------- | ----- | ----- |
| Medalha de ouro   | 5    | Farzaneh Fasihi         | Irão           | 7.28  |       |
| Medalha de prata  | 3    | Olga Safronova          | Cazaquistão    | 7.32  |       |
| Medalha de bronze | 2    | Valentin Vanesa Lonteng | Indonésia      | 7.37  |       |
| 4                 | 4    | Archana Suseentran      | Índia          | 7.39  |       |
| 5                 | 7    | Arisa Kimishima         | Japão          | 7.40  |       |
| 6                 | 1    | Mudhawi Al-Shammari     | Kuwait         | 7.43  |       |
| 7                 | 6    | Hamideh Esmaeil Nezhad  | Irão           | 7.48  |       |
| 8                 | 8    | Valentina Meredova      | Turquemenistão | 7.54  |       |

### 400 m
| Posição | Bateria | Atleta                   | Nacionalidade | Tempo | Notas |
| ------- | ------- | ------------------------ | ------------- | ----- | ----- |
| 1       | 1       | Elina Mikhina            | Cazaquistão   | 54.94 | Q     |
| 2       | 1       | Sri Maya Sari            | Indonésia     | 55.01 | Q,    |
| 3       | 1       | Aleksandra Zalyubovskaya | Cazaquistão   | 55.38 | q     |
| 4       | 1       | Laylo Allaberganova      | Uzbequistão   | 55.52 | q     |
| 5       | 2       | Nguyễn Thị Huyền         | Vietname      | 55.86 | Q     |
| 6       | 2       | Farida Soliyeva          | Uzbequistão   | 55.88 | Q     |
| 7       | 2       | Adelina Zems             | Cazaquistão   | 55.89 |       |
| 8       | 2       | Liu Yinglan              | China         | 55.98 |       |

| Posição           | Raia | Atleta                   | Nacionalidade | Tempo | Notas            |
| ----------------- | ---- | ------------------------ | ------------- | ----- | ---------------- |
| Medalha de ouro   | 5    | Elina Mikhina            | Cazaquistão   | 54.07 |                  |
| Medalha de prata  | 6    | Nguyễn Thị Huyền         | Vietname      | 54.67 |                  |
| Medalha de bronze | 4    | Sri Maya Sari            | Indonésia     | 54.88 | Recorde nacional |
| 4                 | 2    | Aleksandra Zalyubovskaya | Cazaquistão   | 55.43 |                  |
| 5                 | 3    | Farida Soliyeva          | Uzbequistão   | 55.68 |                  |
| 6                 | 1    | Laylo Allaberganova      | Uzbequistão   | 56.08 |                  |

### 800 m
12 de fevereiro
| Posição           | Atleta            | Nacionalidade | Tempo   | Notas |
| ----------------- | ----------------- | ------------- | ------- | ----- |
| Medalha de ouro   | Wu Hongjiao       | China         | 2:06.85 |       |
| Medalha de prata  | Ayano Shiomi      | Japão         | 2:07.18 |       |
| Medalha de bronze | Rao Xinyu         | China         | 2:08.75 |       |
| 4                 | Akbayan Nurmamet  | Cazaquistão   | 2:10.00 |       |
| 5                 | Amal Al-Roumi     | Kuwait        | 2:11.09 |       |
| 6                 | Viktoriya Senkina | Cazaquistão   | 2:15.49 |       |
| 7                 | Anna Shumilo      | Cazaquistão   | 2:24.64 |       |

### 1500 m
11 de fevereiro
| Posição           | Atleta                      | Nacionalidade | Tempo   | Notas            |
| ----------------- | --------------------------- | ------------- | ------- | ---------------- |
| Medalha de ouro   | Nguyễn Thị Oanh             | Vietname      | 4:15.55 | Recorde nacional |
| Medalha de prata  | Yume Goto                   | Japão         | 4:19.29 |                  |
| Medalha de bronze | Akbayan Nurmamet            | Cazaquistão   | 4:21.31 |                  |
| 4                 | Ran Urabe                   | Japão         | 4:21.54 |                  |
| 5                 | Madina Kerimova             | Cazaquistão   | 4:24.09 |                  |
| 6                 | Ainuska Kalil Kyzy          | Quirguistão   | 4:26.96 |                  |
| 7                 | Amal Al-Roumi               | Kuwait        | 4:29.62 |                  |
| 9                 | Caroline Chepkoech Kipkirui | Cazaquistão   | DNS     |                  |

### 3000 m
10 de fevereiro
| Posição           | Atleta                      | Nacionalidade | Tempo   | Notas |
| ----------------- | --------------------------- | ------------- | ------- | ----- |
| Medalha de ouro   | Caroline Chepkoech Kipkirui | Cazaquistão   | 9:01.98 |       |
| Medalha de prata  | He Wuga                     | China         | 9:03.43 |       |
| Medalha de bronze | Yuma Yamamoto               | Japão         | 9:09.29 |       |
| 4                 | Ririka Hironaka             | Japão         | 9:10.77 |       |
| 5                 | Ainuska Kalil Kyzy          | Quirguistão   | 9:18.41 |       |
| 6                 | Nguyễn Thị Oanh             | Vietname      | 9:18.41 |       |
| 7                 | Norah Jeruto                | Cazaquistão   | 9:29.27 |       |
| 8                 | Tatyana Neroznak            | Cazaquistão   | 9:36.04 |       |

### 60 m com barreiras
| Posição | Bateria | Atleta                    | Nacionalidade | Tempo | Notas |
| ------- | ------- | ------------------------- | ------------- | ----- | ----- |
| 1       | 1       | Jyothi Yarraji            | Índia         | 8.16  | Q,    |
| 2       | 2       | Chisato Kiyoyama          | Japão         | 8.21  | Q     |
| 3       | 1       | Dina Aulia                | Indonésia     | 8.31  | Q,    |
| 4       | 1       | Yuliya Bashmanova         | Cazaquistão   | 8.32  | Q     |
| 5       | 1       | Chen Jiamin               | China         | 8.33  | q     |
| 6       | 2       | Shing Cho Yan             | Hong Kong     | 8.34  | Q     |
| 7       | 2       | Dai Yiru                  | China         | 8.38  | Q     |
| 8       | 1       | Masumi Aoki               | Japão         | 8.51  | q     |
| 9       | 1       | Lidiya Podsepkina         | Uzbequistão   | 8.55  |       |
| 10      | 2       | Sapna Kumari              | Índia         | 8.61  |       |
| 11      | 1       | Anel Shulakova            | Cazaquistão   | 8.73  |       |
| 12      | 2       | Anna Dubina               | Cazaquistão   | 8.77  |       |
| 13      | 2       | Kurdstan Bamo Jamal Jamal | Iraque        | 8.90  |       |
| 14      | 1       | Angelina Tiapova          | Quirguistão   | 9.02  |       |
| 99      | 2       | Valentina Kibalnikova     | Uzbequistão   | DNF   |       |

| Posição           | Raia | Atleta            | Nacionalidade | Tempo | Notas            |
| ----------------- | ---- | ----------------- | ------------- | ----- | ---------------- |
| Medalha de ouro   | 1    | Masumi Aoki       | Japão         | 8.01  | ,                |
| Medalha de prata  | 4    | Jyothi Yarraji    | Índia         | 8.13  | Recorde nacional |
| Medalha de bronze | 2    | Chen Jiamin       | China         | 8.15  |                  |
| 4                 | 5    | Chisato Kiyoyama  | Japão         | 8.20  |                  |
| 5                 | 3    | Dina Aulia        | Indonésia     | 8.24  | Recorde nacional |
| 6                 | 7    | Yuliya Bashmanova | Cazaquistão   | 8.25  |                  |
| 7                 | 8    | Dai Yiru          | China         | 8.27  |                  |
| 8                 | 6    | Shing Cho Yan     | Hong Kong     | 8.38  |                  |

### Revezamento 4x400 m
12 de fevereiro
| Posição          | Nacionalidade | Atletas                                                                     | Tempo   | Notas            |
| ---------------- | ------------- | --------------------------------------------------------------------------- | ------- | ---------------- |
| Medalha de ouro  | Cazaquistão   | Adelina Zems, Aleksandra Zalyubovskaya, Kristina Kondrashova, Elina Mikhina | 3:44.21 |                  |
| Medalha de prata | Uzbequistão   | Laylo Allaberganova, Kamila Mirsolieva, Malika Radzhabova, Farida Soliyeva  | 3:46.45 | Recorde nacional |

### Salto em altura
12 de fevereiro
| Posição           | Atleta                | Nacionalidade | 1.65 | 1.70 | 1.75 | 1.80 | 1.84 | 1.87 | 1.89 | 1.91 | Resultado | Notas |
| ----------------- | --------------------- | ------------- | ---- | ---- | ---- | ---- | ---- | ---- | ---- | ---- | --------- | ----- |
| Medalha de ouro   | Nadezhda Dubovitskaya | Cazaquistão   | –    | –    | –    | o    | o    | –    | o    | xxx  | 1.89      |       |
| Medalha de prata  | Kristina Ovchinnikova | Cazaquistão   | –    | –    | o    | xo   | o    | xxo  | o    | xxx  | 1.89      |       |
| Medalha de bronze | Yelizaveta Matveyeva  | Cazaquistão   | –    | o    | o    | xo   | xxo  | xxx  |      |      | 1.84      |       |
| 4                 | Chung Wai Yan         | Hong Kong     | o    | o    | o    | o    | xxx  |      |      |      | 1.80      |       |
| 5                 | Barnokhon Sayfullaeva | Uzbequistão   | o    | o    | xo   | xxo  | xxx  |      |      |      | 1.80      |       |
| 6                 | Abhinaya Shetty       | Índia         | o    | o    | o    | xxx  |      |      |      |      | 1.75      |       |
| 6                 | Shao Yuqi             | China         | o    | o    | o    | xxx  |      |      |      |      | 1.75      |       |
| 8                 | Maryam Abdulelah      | Iraque        | o    | o    | xo   | xxx  |      |      |      |      | 1.75      |       |

### Salto com vara
11 de fevereiro
| Posição           | Atleta               | Nacionalidade | 3.40 | 3.60 | 3.70 | 3.80 | 3.90 | 4.00 | 4.10 | Resultado | Notas |
| ----------------- | -------------------- | ------------- | ---- | ---- | ---- | ---- | ---- | ---- | ---- | --------- | ----- |
| Medalha de ouro   | Mayu Nasu            | Japão         | –    | –    | –    | o    | o    | o    | xxx  | 4.00      |       |
| Medalha de prata  | Pavithra Vengatesh   | Índia         | –    | –    | –    | xo   | o    | o    | xxx  | 4.00      |       |
| Medalha de bronze | Rosy Meena Paulraj   | Índia         | –    | o    | o    | o    | xxo  | xxx  |      | 3.90      |       |
| 4                 | Polina Ivanova       | Cazaquistão   | –    | o    | o    | o    | xxx  |      |      | 3.80      |       |
| 5                 | Anastassiya Ermakova | Cazaquistão   | –    | –    | –    | xo   | –    | xxx  |      | 3.80      |       |
| 6                 | Jasmina Mansurova    | Uzbequistão   | o    | o    | xxx  |      |      |      |      | 3.60      |       |

### Salto em distância
12 de fevereiro
| Posição           | Atleta                 | Nacionalidade | #1   | #2   | #3   | #4   | #5   | #6   | Resultado | Notas            |
| ----------------- | ---------------------- | ------------- | ---- | ---- | ---- | ---- | ---- | ---- | --------- | ---------------- |
| Medalha de ouro   | Sumire Hata            | Japão         | 6.51 | x    | 6.54 | 6.62 | 6.46 | 6.64 | 6.64      | ,                |
| Medalha de prata  | Huang Yingying         | China         | 6.26 | 6.31 | 6.18 | 6.32 | 6.43 | x    | 6.43      |                  |
| Medalha de bronze | Darya Reznichenko      | Uzbequistão   | 6.23 | 6.37 | 6.20 | 6.28 | 6.34 | x    | 6.37      |                  |
| 4                 | Gong Luying            | China         | 6.35 | x    | x    | x    | x    | 5.95 | 6.35      |                  |
| 5                 | Shaili Singh           | Índia         | 5.99 | 6.09 | 6.27 | 5.95 | 6.10 | 6.25 | 6.27      |                  |
| 6                 | Anastassiya Rypakova   | Cazaquistão   | 6.16 | 6.25 | x    | 6.12 | x    | x    | 6.25      |                  |
| 7                 | Ayaka Kora             | Japão         | 6.09 | 6.09 | 6.14 | 5.97 | x    | 6.05 | 6.14      |                  |
| 8                 | Yue Nga Yan            | Hong Kong     | 6.02 | 5.91 | 5.87 | x    | x    | 6.04 | 6.04      | Recorde nacional |
| 9                 | Reihaneh Mobini        | Irão          | 5.79 | x    | 5.61 |      |      |      | 5.79      |                  |
| 10                | Chan Ka Sin            | Hong Kong     | x    | 5.69 | 4.88 |      |      |      | 5.69      |                  |
| 11                | Anastassiya Kononovich | Cazaquistão   | x    | 5.37 | 5.49 |      |      |      | 5.49      |                  |
| 12                | Sou I Man              | Macau         | 5.30 | x    | 5.15 |      |      |      | 5.30      |                  |
| 13                | Svetlana Maier         | Quirguistão   | 4.78 | x    | 5.20 |      |      |      | 5.20      |                  |
| 14                | Valeriya Safonova      | Cazaquistão   | x    | x    | 4.88 |      |      |      | 4.88      |                  |

### Salto triplo
11 de fevereiro
| Posição           | Atleta               | Nacionalidade | #1    | #2    | #3    | #4    | #5    | #6    | Resultado | Notas |
| ----------------- | -------------------- | ------------- | ----- | ----- | ----- | ----- | ----- | ----- | --------- | ----- |
| Medalha de ouro   | Sharifa Davronova    | Uzbequistão   | 13.98 | 13.72 | x     | 13.40 | –     | –     | 13.98     |       |
| Medalha de prata  | Mariko Morimoto      | Japão         | 13.42 | x     | x     | x     | 13.66 | 13.46 | 13.66     |       |
| Medalha de bronze | Chen Ting            | China         | 13.11 | 13.28 | 12.51 | 13.30 | 13.52 | 13.48 | 13.52     |       |
| 4                 | Poorva Hitesh Sawant | Índia         | 12.46 | 12.77 | 12.56 | 12.52 | 12.98 | 13.06 | 13.06     |       |
| 5                 | Chan Shannon Vera    | Hong Kong     | 11.92 | 12.53 | 12.43 | 12.37 | 12.45 | 12.57 | 12.57     |       |
| 6                 | Valeriya Safonova    | Cazaquistão   | 12.16 | 12.34 | 12.39 | x     | 12.44 | 12.36 | 12.44     |       |
| 7                 | Sheena Varkey        | Índia         | 12.30 | 12.01 | 11.87 | –     | –     | –     | 12.30     |       |
| 8                 | Olga Ovsekova        | Cazaquistão   | x     | 11.94 | 11.38 | x     | x     | 11.88 | 11.94     |       |

### Arremesso de peso
11 de fevereiro
| Posição           | Atleta             | Nacionalidade | #1    | #2    | #3    | #4    | #5    | #6    | Resultado | Notas            |
| ----------------- | ------------------ | ------------- | ----- | ----- | ----- | ----- | ----- | ----- | --------- | ---------------- |
| Medalha de ouro   | Jeong Yu-sun       | Coreia do Sul | 15.20 | 15.26 | x     | 16.98 | x     | 15.89 | 16.98     |                  |
| Medalha de prata  | Lee Soo-jung       | Coreia do Sul | 15.82 | 16.23 | x     | 15.52 | 16.45 | x     | 16.45     |                  |
| Medalha de bronze | Eki Febri Ekawati  | Indonésia     | 14.44 | 14.87 | 15.44 | x     | 14.51 | x     | 15.44     | Recorde nacional |
| 4                 | Nadezhda Barbanova | Cazaquistão   | 13.97 | 14.12 | x     | 14.89 | 15.09 | 13.87 | 15.09     |                  |
| 5                 | Abha Khatua        | Índia         | 11.94 | x     | 14.38 | 14.80 | x     | x     | 14.80     |                  |
| 6                 | Sabina Potapova    | Cazaquistão   | 12.75 | 13.22 | 13.64 | x     | 13.07 | 12.83 | 13.64     |                  |
| 7                 | Karina Vassileva   | Cazaquistão   | 10.20 | 10.94 | 10.23 | 10.81 | 10.69 | 10.82 | 10.94     |                  |

### Pentatlo
10 de fevereiro
| Posição           | Atleta              | Nacionalidade | 60 m C/B | SA   | AP    | SD   | 800 m   | Pontos | Notas            |
| ----------------- | ------------------- | ------------- | -------- | ---- | ----- | ---- | ------- | ------ | ---------------- |
| Medalha de ouro   | Ekaterina Voronina  | Uzbequistão   | 8.76     | 1.81 | 13.47 | 5.88 | 2:17.22 | 4386   | Recorde nacional |
| Medalha de prata  | Swapna Barman       | Índia         | 8.64     | 1.75 | 12.13 | 5.91 | 2:27.57 | 4119   | Recorde nacional |
| Medalha de bronze | Yuki Yamasaki       | Japão         | 8.67     | 1.63 | 12.56 | 5.78 | 2:18.32 | 4078   |                  |
| 4                 | Alina Chistyakova   | Cazaquistão   | 8.88     | 1.72 | 9.97  | 6.04 | 2:20.66 | 4018   |                  |
| 5                 | Ekaterina Avdeenko  | Cazaquistão   | 9.27     | 1.72 | 11.76 | 5.80 | 2:19.38 | 3999   |                  |
| 6                 | Nadezhda Bogdanova  | Cazaquistão   | 9.03     | 1.63 | 12.44 | 5.35 | 2:20.50 | 3839   |                  |
| 7                 | Fatemeh Mohitizadeh | Irão          | 8.68     | 1.66 | 11.53 | 5.62 | 2:30.53 | 3835   |                  |
| 8                 | Sowmiya Murugan     | Índia         | 8.88     | 1.60 | 12.25 | 5.51 | 2:37.47 | 3654   |                  |
| 9                 | Sarah Dequinan      | Filipinas     | 9.52     | 1.66 | 10.65 | 5.66 | 2:37.55 | 3530   |                  |

Legenda
| Recorde mundial       | Recorde mundial (World record)               |                       | Recorde africano                      | Recorde africano (African) |                                           | Q | Classificado por posição (Qualified) |
| Recorde do campeonato | Recorde do campeonato (Championship record)  | Recorde da América    | Recorde da América (Americas)         | q                          | Classificado por melhor tempo (Qualified) |   |                                      |
| Melhor marca do ano   | Melhor marca do ano (World leading)          | Recorde asiático      | Recorde asiático (Asian)              | DNS                        | Não largou (Did not start)                |   |                                      |
| Recorde nacional      | Recorde nacional (National record)           | Recorde europeu       | Recorde europeu (European)            | DNF                        | Não terminou (Did not finish)             |   |                                      |
| Recorde pessoal       | Recorde pessoal do atleta (Personal best)    | Recorde da Oceania    | Recorde da Oceania (Oceania)          | DSQ / DQ                   | Desclassificado (Disqualified)            |   |                                      |
| Recorde da temporada  | Recorde da temporada do atleta (Season best) | Recorde sul-americano | Recorde sul-americano (South America) | NM                         | Sem marca (No mark)                       |   |                                      |